# Das (Insel)
Das (arabisch داس, DMG Dās) ist eine zum Emirat Abu Dhabi gehörende Insel, 162 km nordwestlich von Abu-Dhabi-Stadt im Persischen Golf gelegen. Die Insel misst 300 Hektar und erreicht eine Höhe von 46 Metern.
Sie ist 2,5 km² groß und seit 1962 Verladehafen für das Erdöl der umliegenden Offshorefelder Umm Schaif und Zakum, welches durch Rohrleitungen herangepumpt wird. Das verflüssigte Erdgas dieser Felder wird seit 1976 nach Japan verschifft.